# 比嘉もえ
比嘉 もえ（ひが もえ、2007年9月15日 - ）は、日本のアーティスティックスイミング選手。広島県広島市西区出身。井村アーティスティックスイミングクラブ所属。広島市立天満小学校、広島市立観音中学校卒業、四天王寺高等学校在学中。

## 来歴
3歳からバレエを習い、起床後と就寝前の日課だったトランポリンの成果で柔軟性と空間認知能力を身に着ける。元々泳ぐことが好きで、友達に誘われてアーティスティックスイミングの体験会に参加し「きれいだな」と思ったことがASを始めたきっかけ。小学3年生の時からASを始め、ひろしんビッグウェーブを拠点に練習を積む。幼い頃は全く泳げなかったが、担当コーチである片山満津芳の特訓と一日10時間に及ぶトレーニングにより実力を伸ばした。4年生の2017年8月、第40回全国ジュニアオリンピックカップにデュエットで初出場。
競技開始からわずか2年後の2018年（5年生）、全国ジュニアオリンピックソロで初優勝。上級生を抑えての優勝は異例。2019年（6年生）はソロ競技（10～12歳）に出場。2年連続（6年時はソロ、デュエット、チームで三冠）で優勝し、ジュニアの頂点に立つ。
2022年、中学2年のとき、日本水連からの特別推薦を受けて、2022年世界水泳選手権（ハンガリー・ブダペスト）に出場するアーティスティックスイミング日本代表（マーメイドジャパン）に史上最年少で抜擢される。5月の日本選手権水泳競技大会アーティスティックスイミング競技に於いてデュエット・テクニカルルーティンで吉田萌とのコンビで日本代表選手としてデビューを果たした。
アーティスティックスイミング広島に所属していたが、大阪府四天王寺高等学校に進学し、2023年3月より大阪の井村アーティスティックスイミングクラブに移籍。
2023年7月、福岡で開催の第20回世界水泳選手権に安永真白と組んでアーティスティックスイミング・デュエット日本代表として出場。テクニカルルーティン予選は演技後半に2つのベースマークがあり、215.2700点で、通過できる12枠中12位という辛うじての通過となった。決勝では技の構成を変えて臨み、ベースマークなしで演技を終え、273.9500点で優勝を果たした。アーティスティックスイミング・デュエット日本勢の優勝は2001年の第9回世界水泳選手権（福岡）の立花美哉・武田美保組以来22年ぶりで、比嘉の15歳での優勝は日本のアーティスティックスイミング史上では最年少であった。フリールーティン予選にも安永との組で出場。予選はベースマークを4つも取られ、178.1583点の11位でこちらも辛うじての通過。こちらの決勝でも急遽技の構成を変えて挑み、その影響による振付のミスが出たものの、ベースマークなしの249.5167点で3位となった。
2024年パリオリンピックのアーティスティックスイミング競技のチーム種目で日本は、テクニカルルーティン（TR）、フリールーティン（FR）、アクロバティックルーティン（AR）の3種目を合わせた合計が880.6841点となり5位だった。また、デュエット種目では佐藤友花とペアを組み、テクニカルルーティン（TR）とフリールーティン（FR）との合計で507.0804の得点となり8位となった。

## 人物
- 父親は元プロ野球選手で広島カープに所属し、2024年現在球団編成部課長を務める比嘉寿光[2][3][9][14][30][31]。早稲田大学野球部でクリーンナップを組んだ鳥谷敬とは長く親交があり[12]、特に鳥谷にはもえの体力作りのアドバイスをたくさん受けたという[4]。
- スヌーピーが大好き[10]。カラオケはあいみょんを歌う[10]。

## テレビ
- ミライ☆モンスター（2019年10月20日、フジテレビ）
- 夢キラリ＃1、＃57(TSSテレビ新広島)